# BMW CLAR (платформа)
Cluster Architecture (CLAR) платформа (укр. Кластерна архітектура) — автомобільна платформа, розроблена BMW.
Модульна платформа, яка включає сталь, алюміній і опціональне вуглецеве волокно. Доступна із заднім або повним приводом і дебютувала у серії G11 7 у 2015 році. Розроблена для використання чистої трансмісії ICE, має додаткову 48-вольтову електричну систему в конфігурації з м’яким гібридом, але також підтримує гібридні та акумуляторні електричні трансмісії.
Спочатку називалась 35up, але пізніше була перейменована на CLAR. Охоплює автомобілі сегмента D, автомобілі сегмента E, автомобілі сегмента F, спортивні автомобілі, позашляховики. Менші автомобілі BMW у сегментах B і C, компактні MPV і менші позашляховики замість неї використовують передньопривідну платформу BMW UKL.

## Транспортні засоби
- BMW 7 серії (G11) (2015–2022) [5]
- BMW 5 Series (G30) (2016–тепер) [6]
- BMW 6 серії (G32) (2017–тепер) [7]
- BMW X3 (G01) (2017–наш час) [8]
- BMW X4 (G02) (2017–наш час) [9]
- BMW iX3 (G08) (2018-наш час)
- BMW X5 (G05) (2018–наш час) [10]
- BMW 8 Series (G15) (2018–тепер) [11]
- BMW Z4 (G29) (2018–наш час) [12]
- BMW 3 Series (G20) (2018–тепер) [13]
- BMW X7 (G07) (2019–наш час) [14]
- Toyota Supra (J29/DB) (2019–наш час) [15]
- BMW X6 (G06) (2019–наш час) [16]
- BMW 4 Series (G22) (2020–тепер) [17]
- BMW i4 (G26) (2021–тепер)
- BMW 2 Series (G42) (2021–тепер) [18]
- BMW i3 (G28) (2022–тепер)
- Boldmen CR4 (2022–тепер) [19]
- BMW 7 Series (G70) (2022-теперішній час)
- BMW 5 Series (G60) (2023-теперішній час)

## Дивись також
- Платформа BMW UKL
- Mercedes-Benz MRA (платформа)